# Nantuates
Les Nantuates sont l'un des quatre peuples celtes habitant le Valais actuel à la période finale de La Tène, à la veille de l'invasion romaine.

## Histoire
Situé dans le Chablais valaisan actuel, leur oppidum était Tarnaiae, l'actuelle Massongex, probablement le centre religieux de tout le Valais. La ville semble dédiée au culte de Taranis.
Comme les trois autres peuples du Vallis poenina (les Véragres, les Sédunes et les Ubères), les Nantuates formèrent une cité sous la domination romaine, rattachée à la province de Rhétie-Vindélicie. Ce n'est que sous le règne de l'empereur Claude qu'elle fut réunie aux trois autres cités pour former la Civitas vallensis, formant à elle-seule la province des Alpes pennines.
Le nom de Nantuates signifie en celte « hommes des rivières ». Il provient de l'étymon celtique nant signifiant plus ou moins « vallée », désignant une vallée dans laquelle coule une rivière. Beaucoup de torrents portent le nom de Nant encore aujourd'hui.

## Assise territoriale

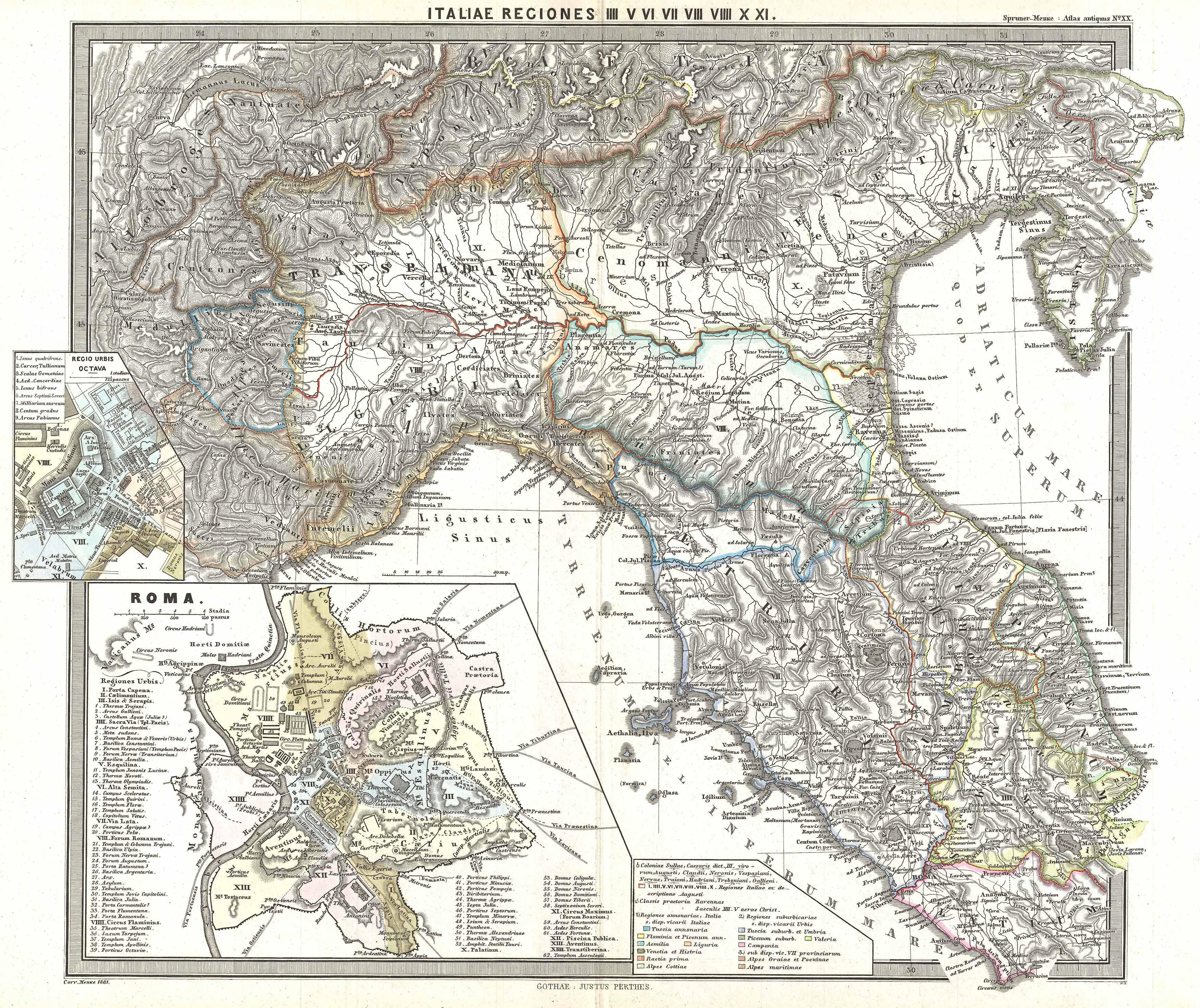
Carte de l'Italie du Nord sous Auguste, avec notamment les limites du territoire nantuates.

Le territoire attribué traditionnellement aux Nantuates touche aux rives du lac Léman, au débouché du Rhône. Il s'agit aujourd'hui, de la partie occidentale du Valais.
Ce territoire est limitrophe à l'ouest, du territoire des Allobroges et frontalier au nord, des Helvètes. Au sud, à l'angle formé par le Rhône, se place le peuple des Véragres. Enfin à l'est, le peuple des Sédunes.